# Topolovica (żupania bielowarsko-bilogorska)
Topolovica – wieś w Chorwacji, w żupanii bielowarsko-bilogorskiej, w gminie Veliki Grđevac. W 2011 roku liczyła 15 mieszkańców.